# Ordine per il Coraggio (Afghanistan)
L'Ordine per il Coraggio è stato una decorazione della Repubblica Democratica dell'Afghanistan.

## Storia
L'ordine è stato fondato il 29 ottobre 1985.

## Assegnazione
L'ordine veniva assegnato ai cittadini:
- per coraggio personale mostrato in combattimento;
- per operazioni di combattimento di successo di unità militari e, a seguito della quale è stato sconfitto il nemico, o ha subito un danno grave;
- per il coraggio e la resistenza mostrata nello svolgimento del dovere militare e, in condizioni che comportano un rischio per la vita;
- per l'eroismo mostrato nella protezione dei civili, così come dello Stato e delle proprietà pubbliche dagli attacchi dei nemici.

## Insegne
- L'insegna era una stella a cinque punte di 48 mm. La superficie della stella era leggermente convessa e smaltata di bordeaux. Sul lato anteriore centrale della stella vi era un'immagine a colori convessa dell'emblema dello Stato.
- Il nastro era bordeaux con una sottile striscia azzurra per lato.